# Hyrule
Hyrule è un luogo immaginario dove si svolge la maggior parte dei videogiochi della serie The Legend of Zelda, creato dalla immaginazione di Shigeru Miyamoto.
Fin dal primo episodio per NES, le dimensioni di questa terra sono enormi e il giocatore deve esplorarla tutta per poter finire il gioco. Pur avendo assunto forme diverse ad ogni episodio della  serie, i suoi elementi tipici sono rimasti gli stessi: il paesaggio è assolutamente eterogeneo, dove aspre montagne e verdi foreste si alternano a torridi deserti e a profondi laghi. La terra di Hyrule è costellata di dungeon, le sezioni base dei giochi di Zelda. Questi luoghi sono dei labirinti pieni di trappole e di pericoli e sono sorvegliati da mostri temibili, che il protagonista deve affrontare per raggiungere il suo scopo.

## Storia
Hyrule nasce con la colonizzazione degli Sheikah che costruirono torri e sacrari imponenti.

## Popolazioni

Hyrule in Skyward Sword

Nel mondo di Hyrule si possono trovare delle razze molto particolari. Per esempio in Ocarina of Time, vi si possono trovare gli Zora (pesci antropomorfi che vivono nei laghi e nei fiumi), i Goron (esseri nerboruti e muscolosi fatti in parte di pietra che posseggono una forza sorprendente e che vivono nei vulcani), i Kokiri (esseri simili a folletti dei boschi che vestono di verde e sono perennemente giovani), le Gerudo (una tribù di ladre composta da sole donne, e nella quale ogni cento anni nasce un solo uomo, destinato a diventare il loro capo), i Minish (folletti che appaiono solo in The Minish Cap che vivono nei boschi, nella città di Hyrule e nelle montagne, con vestiti di colori vivaci e visibili solo dai bambini) e gli Hylian (la razza dominante, di cui fanno parte anche Link e Zelda).
In Twilight Princess, Hyrule, insieme al Lago Hylia, assume una forma davvero immensa. Si trovano oltretutto una grande varietà di razze. Sono ancora presenti gli Zora, i Goron e gli Hylian, mentre nella Foresta Sacra, dove è detenuta la Spada Suprema, appare un elfo, a guardia del luogo. Sempre in Twilight Princess, appare una nuovissima razza: gli Eterei, che vivono nei cieli. Per quanto riguarda le Gerudo e i Kokiri, questi si sono estinti con il passare dei decenni. Nel gioco, per riempire questo vuoto, si possono trovare invece i Moblin (esseri di colore verde che servono il male che vivono nelle lande e nei passaggi montagnosi, ispirati ai Goblin) e una felice coppia di Yeti (esseri che vivono sulle montagne gelide e desolate).